# Desidentificación
La desidentificación es un concepto de psicosociología desarrollado por el académico estadounidense José Esteban Muñoz en su libro Disidentifications.
Muñoz estudia en su libro los procesos de construcción de la identidad en las personas pertenecientes a grupos minoritarios (concretamente, los «queers de color»). El concepto de desidentificación está representado por prácticas culturales a menudo performances artísticas, utilizadas por las personas de las minorías para invertir los códigos de la cultura dominante (heterosexual, cisgénero, masculina, blanca). La desidentificación es definida por Muñoz como una tercera vía, proponiendo una alternativa al maniqueísmo entre identificación y contraidentificación, y que permite la invención a través del sujeto de identidades híbridas y cambiantes.
Según Muñoz, la desidentificación fue para los «queers de color» una de las consecuencias del colonialismo que los ubicó fuera de la ideología racial y sexual dominante, es decir, de la normativa blanca de la heterosexualidad. No se trata para el sujeto ni de asimilar la ideología dominante identificándose con ella, ni de rechazarla en bloque. El individuo elige otra estrategia «trabaja simultánea y estratégicamente sobre, con y contra una cierta forma de cultura».
La desidentificación se trata entonces no como un proceso de identificación sino como una estrategia de supervivencia. El sujeto, a través de la desidentificación puede trabajar la lectura de códigos dominantes para simultáneamente poder integrarse y lograr invertirlos.